# Pheidole irritans
Pheidole irritans är en myrart som först beskrevs av Smith 1858.  Pheidole irritans ingår i släktet Pheidole och familjen myror. Inga underarter finns listade i Catalogue of Life.